# Piazza Rossa

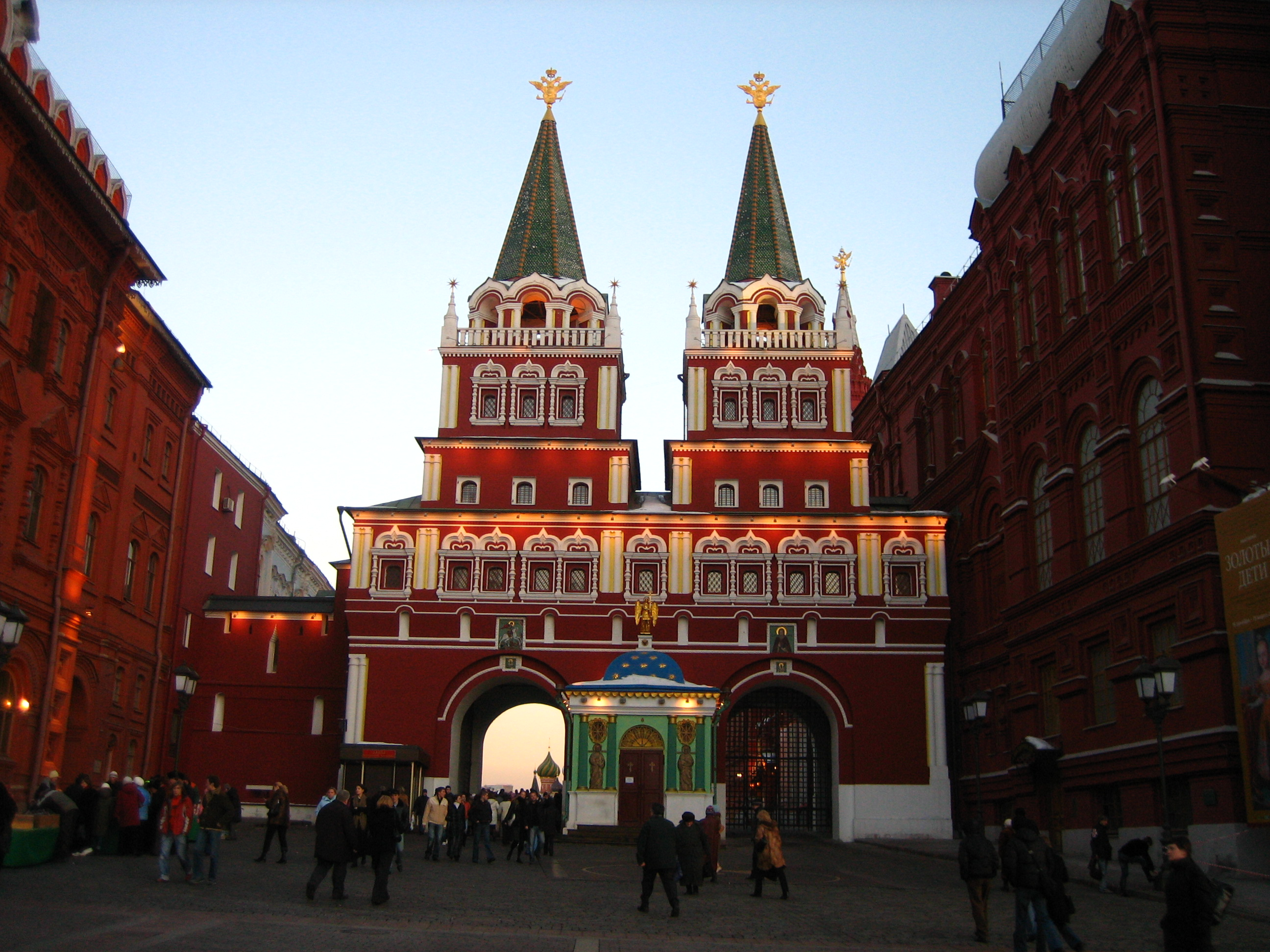
L'ingresso alla Piazza Rossa

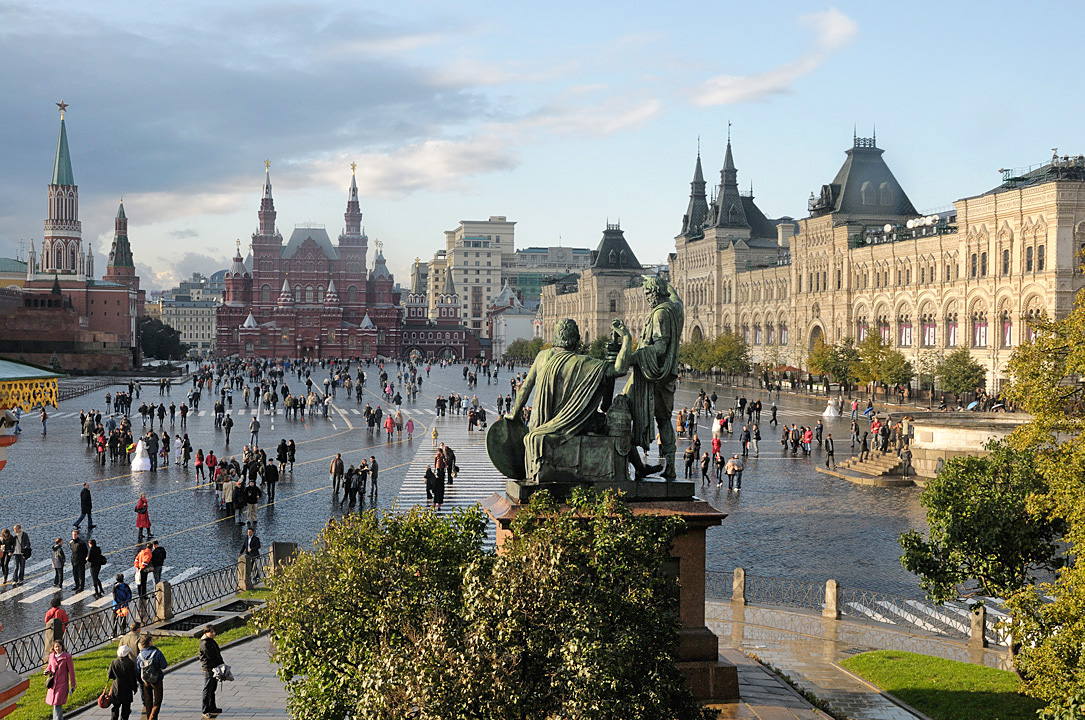
Piazza Rossa vista dalla Cattedrale di San Basilio

La piazza Rossa (in russo Красная площадь?, Krasnaja ploščad') è la piazza principale di Mosca. È adiacente al muro orientale del Cremlino, sede istituzionale del presidente russo. Le sue dimensioni sono: 700 metri di lunghezza, 130 di larghezza. La sua superficie è di 74 831 metri quadrati, il che la rende una delle piazze più estese del mondo.

## Descrizione

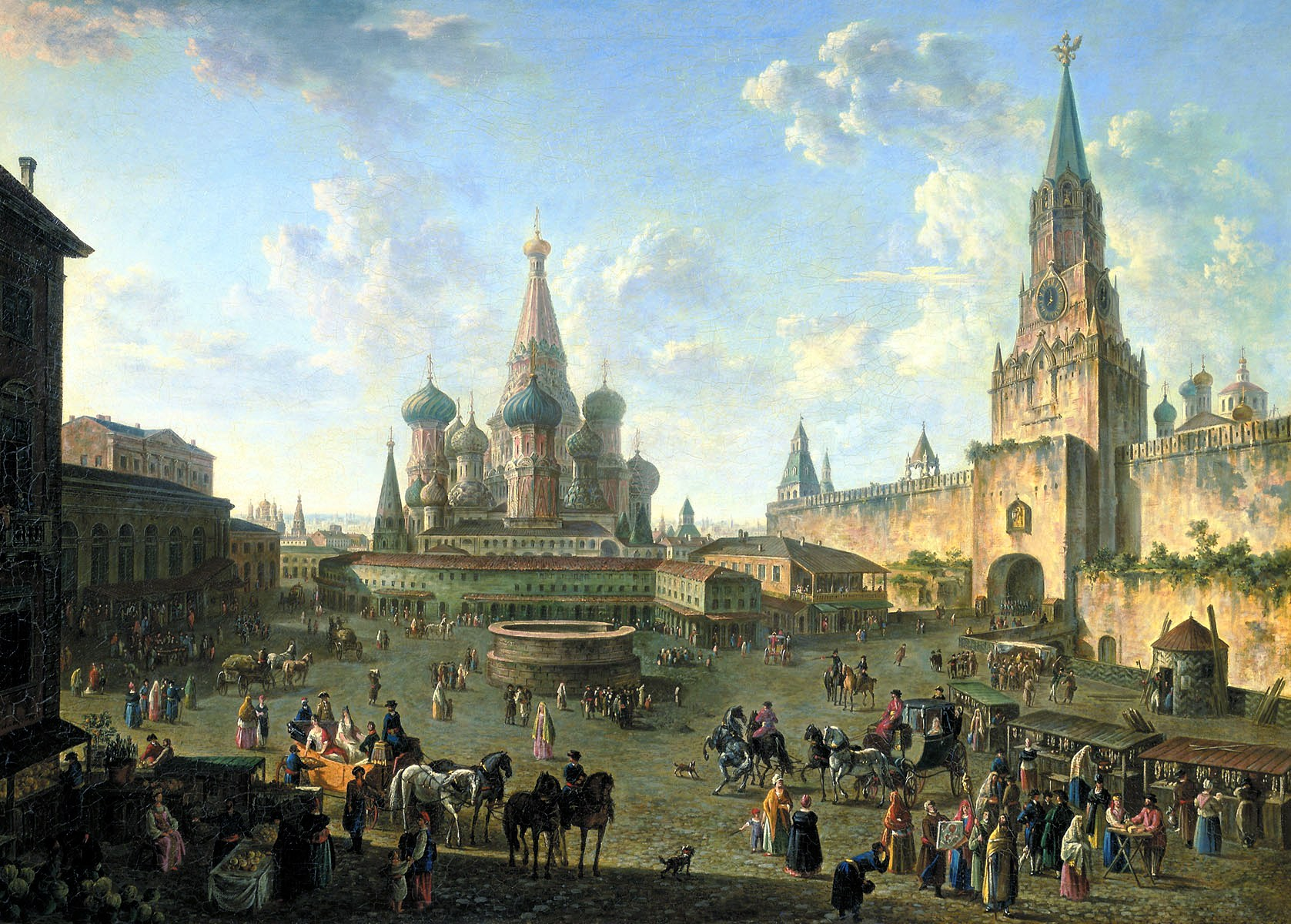
La piazza Rossa nel 1801 in un dipinto di Fëdor Jakovlevič Alekseev

La piazza separa il Cremlino, ex cittadella zarista e attuale residenza del presidente della Federazione Russa, da uno storico quartiere di mercanti, conosciuto come Kitaj-gorod. Dato che le principali vie di Mosca nascono da qui e vanno in ogni direzione (divenendo poi autostrade una volta fuori dalla città), la piazza Rossa è considerata la piazza centrale di Mosca e di tutta la Russia.
Il nome "piazza rossa" non deriva né dal fatto che gli edifici e le costruzioni attorno ad essa sono per lo più di colore rosso, né dal collegamento fra il colore rosso e l'ideologia comunista. Il nome deriva infatti dall'aggettivo russo красная (krasnaja, femminile di красный, krasnyj), che significa sia "rossa" sia, in passato, "bella": l'aggettivo fu originariamente applicato (col significato di "bella") solo alla cattedrale di San Basilio, e successivamente esteso alla piazza in cui essa sorgeva. Si ritiene che la piazza abbia acquisito il suo nome attuale nel XVII secolo (in precedenza, essa era chiamata Požar, ovvero "posto bruciato", poiché gli edifici in legno che vi si affacciavano erano facilmente soggetti agli incendi).

### Monumenti

#### Cattedrale di San Basilio
La cattedrale di San Basilio, che delimita la piazza sul lato meridionale, è senza dubbio l'edificio più famoso della piazza e una delle icone culturali della Russia. Un tempo la chiesa era il principale luogo di culto di Mosca, ma oggi la cattedrale funziona principalmente come un museo che fa parte del complesso del Museo storico statale di fronte.
A metà del XVI secolo, la chiesa lignea della Santissima Trinità, sorgeva esattamente sul sito della cattedrale di San Basilio. Nel 1555, lo zar Ivan il Terribile ordinò la costruzione di una chiesa monumentale sul sito, che era un segno della vittoria della Russia sul Khanato di Kazan' tre anni prima. Secondo la tradizione dell'epoca, si costruivano chiese per commemorare le vittorie militari. La chiesa in legno fu poi demolita e l'attuale cattedrale fu edificata su questo sito nel 1561, rendendolo uno degli edifici più antichi della piazza. Il nome della cattedrale, ancora oggi più diffuso, fu dato in memoria di Basilio il Benedetto, allora venerato dallo zar Ivan, che dopo la sua morte, avvenuta nel 1522, fu sepolto nei pressi della cattedrale. Ivan Barma e Postnik Jakovlev furono tra gli architetti più famosi della chiesa.

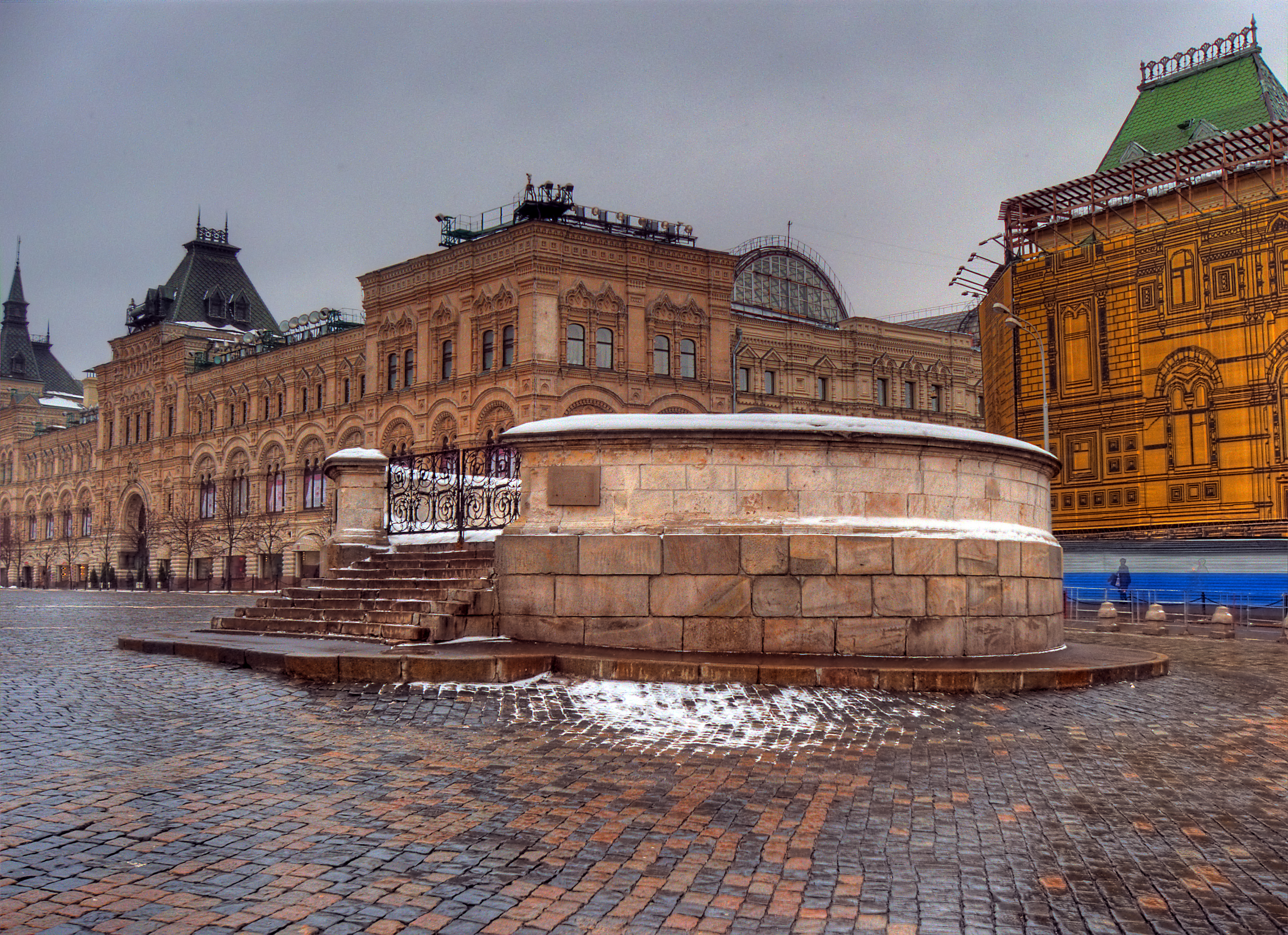
Lobnoe Mesto

Dal completamento della cattedrale al trasferimento della capitale russa da Mosca a San Pietroburgo, è rimasta la chiesa più importante della città e il luogo delle funzioni solenni in tutte le principali feste ortodosse. Nella sua storia, la cattedrale è stata più volte minacciata di distruzione; La leggenda narra che Napoleone ordinò la distruzione della cattedrale quando si ritirò da Mosca nel 1812, ma un improvviso acquazzone spense le micce già accese. Nel 1918, dopo la Rivoluzione d'ottobre, la cattedrale fu chiusa dai bolscevichi. Allo stesso tempo, c'erano piani di demolizione per la cattedrale, solo l'impegno personale dell'architetto Pëtr Baranovskij, incaricato di preparare la demolizione contro i piani, alla fine ne ha impedito l'attuazione.
Ciò che colpisce particolarmente della cattedrale è il suo stile architettonico asimmetrico e unico, che la distingue notevolmente dalla maggior parte delle altre chiese ortodosse russe. L'elemento centrale della chiesa sono i suoi nove campanili con cupole a cipolla dai colori vivaci, alcune delle quali molto diverse per dimensioni e colore. Quest'ultimo ha anche l'effetto che l'edificio non abbia una facciata principale e quindi offre allo spettatore una vista insolita da ogni lato. Originariamente costruita in pietra bianca, la cattedrale fu decorata in alcuni punti con mattoni rossi durante una ristrutturazione a metà del XVII secolo, che le conferisce ancora oggi la sua sorprendente eterogeneità cromatica. Anche l'interno della cattedrale è molto imponente con un sistema labirintico di corridoi e gallerie.

#### Monumento a Minin e Požarsky
Il monumento ai due eroi nazionali russi Kuz'ma Minin e al principe Dmitrij Michajlovič Požarskij, eretto tra il 1812 e il 1818, si trova proprio di fronte alla cattedrale di San Basilio. Questo monumento commemora la liberazione di Mosca dalle truppe di occupazione polacco-lituane nel 1612, alla quale l'esercito popolare guidato da Minin e Požarskij fece un contributo decisivo.
Il monumento in bronzo, che pesa 20 tonnellate, ed è stato finanziato interamente da donazioni dell'epoca, è stato progettato dallo scultore Ivan Petrovič Martos. Dopo quasi 15 anni di progettazione e costruzione, fu inaugurato con una cerimonia festosa nel febbraio 1818. Da allora, erano trascorsi cinque anni da quando la Russia aveva fermato con successo l'invasione francese guidata da Napoleone e la ricostruzione di Mosca era appena stata completata, il monumento fu celebrato quando fu eretto a simbolo dell'invincibilità della Russia e dell'eroismo dei suoi figli. In origine, però, la scultura non si trovava davanti alla cattedrale di San Basilio, ma davanti all'odierno grande magazzino GUM a livello dell'ingresso principale. Fu spostato nella sua posizione attuale solo nel 1930, per fare più spazio a parate militari e dimostrazioni su larga scala.

#### Lobnoe Mesto
Il Lobnoe mesto è una struttura rotonda simile a una tribuna in pietra bianca nella parte sud-orientale della piazza, di fronte alla Cattedrale di San Basilio. Allo stesso tempo, è uno degli edifici più antichi della piazza che sia stato documentato fino ad oggi. Lobnoe Mesto fu menzionato per la prima volta nel 1549, quando l'allora zar Ivan il Terribile, allora diciannovenne, tenne un discorso lì. Pertanto, doveva essere stato concepito fin dall'inizio come una piattaforma da cui, soprattutto, venivano annunciati al popolo i decreti degli zar. Il nome Lobnoe Mesto potrebbe letteralmente significare "fronte" o "teschio".
Secondo la tradizione, la tribuna sulla piazza Rossa era originariamente in legno e l'attuale edificio in pietra con cancello in grata di ferro risale alla fine degli anni '90 del Cinquecento. Nel corso del tempo, il Lobnoe Mesto è stato utilizzato non solo come piattaforma per annunci e annunci statali, ma anche come centro di eventi solenni; i patriarchi della Chiesa ortodossa russa hanno tenuto discorsi alla folla qui, durante le funzioni solenni sulla Piazza Rossa. Allo stesso tempo, il Lobnoe Mesto divenne famoso come teatro di esecuzioni, come quella di Sten'ka Razin nel 1671, e molte altre. Tuttavia, queste esecuzioni non sono state eseguite direttamente in tribuna, ma a pochi metri di distanza.
Dopo che San Pietroburgo divenne la capitale della Russia imperiale, il Lobnoe Mesto perse la sua funzione di tribuno dello zar e da allora è un monumento. Nel 1786 fu ricostruita su progetto dell'architetto Matvej Kazakov e spostata di pochi metri a est.

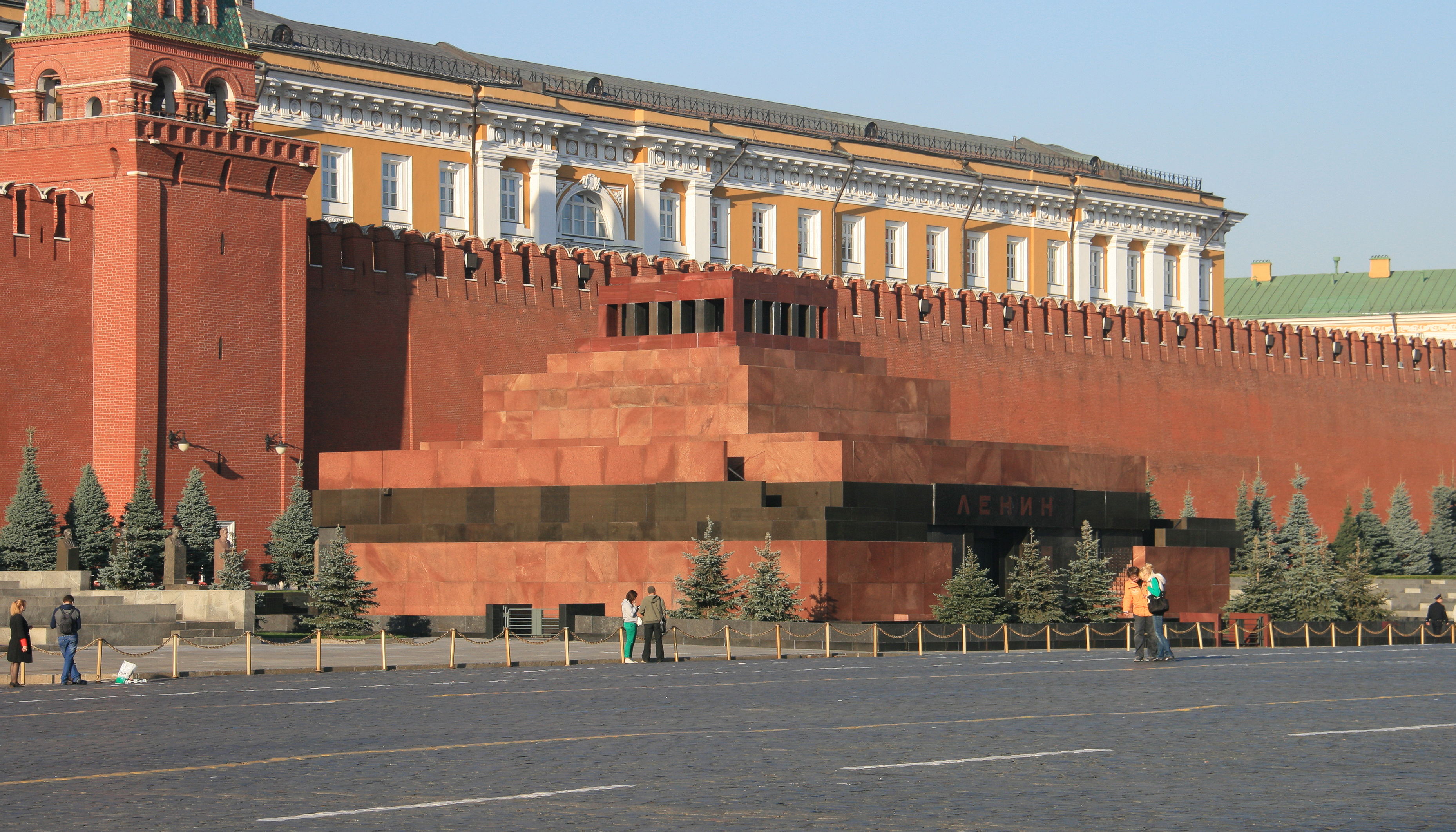
Mausoleo di Lenin

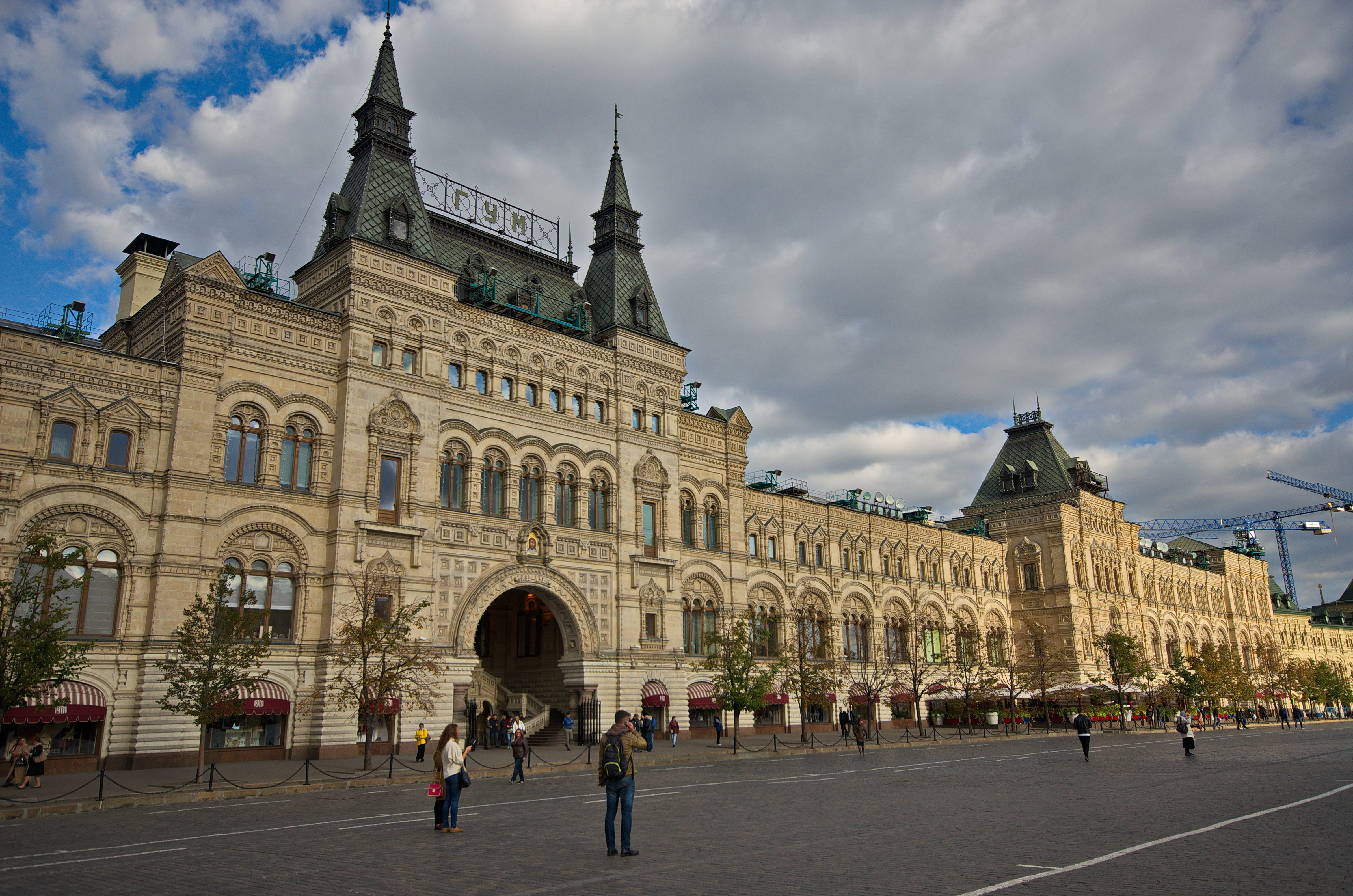
GUM

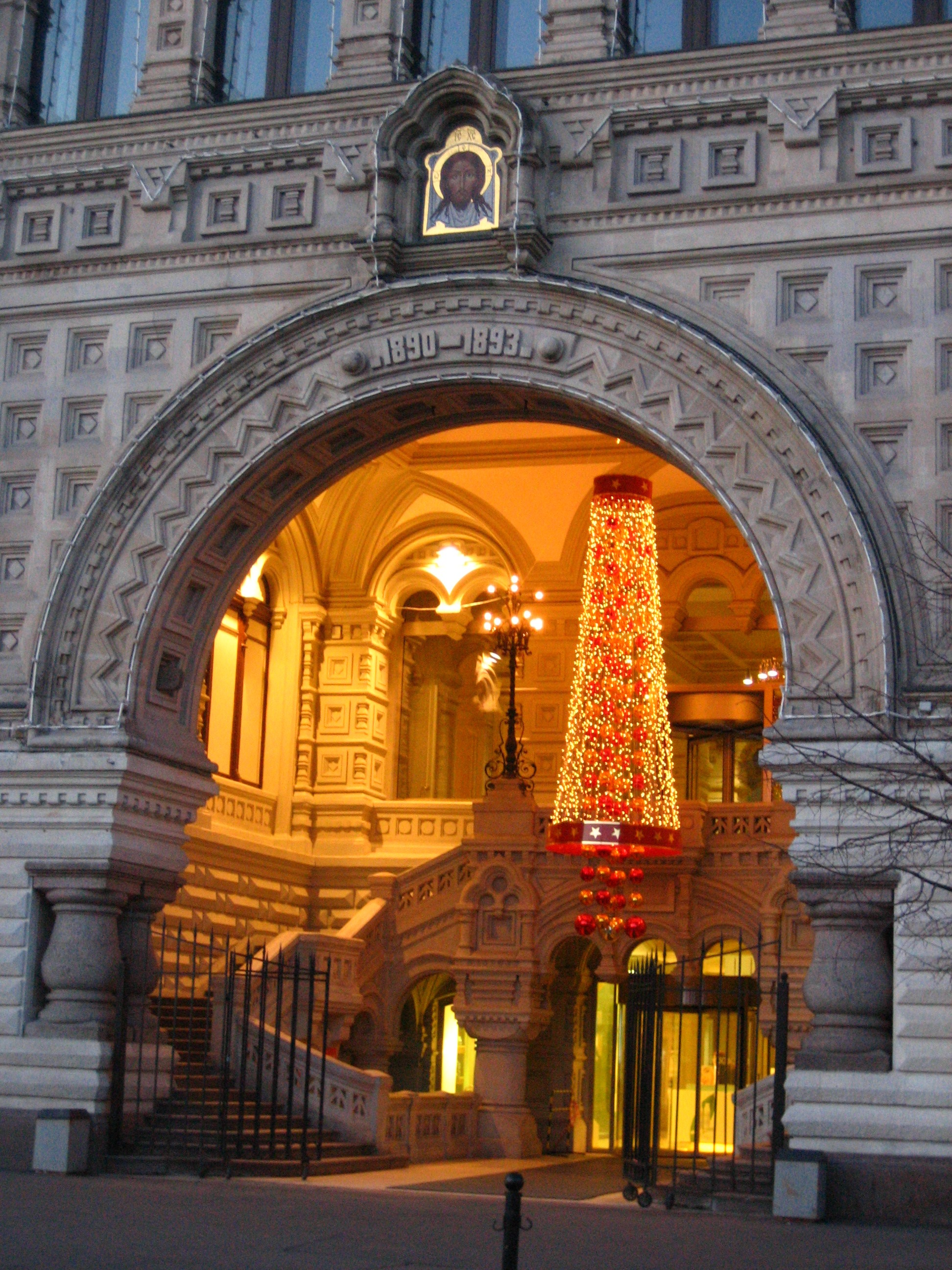
Immagine notturna dell'ingresso ai grandi magazzini GUM sulla piazza Rossa

#### Mausoleo di Lenin
Un importante monumento dell'era sovietica è il mausoleo di Lenin, che si trova nella parte occidentale della piazza. Si trova vicino alle mura del Cremlino, all'altezza della Torre del Senato, quasi esattamente dove correva il fossato di protezione fino al XVIII secolo, e una linea di tram correva dal 1909 al 1930. All'interno del mausoleo, il cadavere sontuosamente imbalsamato di Vladimir Lenin riposa in un sarcofago in vetro blindato. Ancora oggi, il mausoleo è aperto ai visitatori in determinati giorni.
L'odierno edificio in granito e labradorite, era preceduto da due mausolei provvisori in rovere. Il primo di questi fu eretto nel gennaio 1924, pochi giorni dopo la morte di Lenin, e aveva una semplice forma cubica ad un'altezza di tre metri, un secondo allestimento provvisorio fu allestito nella primavera del 1924. L'attuale edificio fu eretto tra il 1929 e 1930. Esternamente ha la forma di una piramide a più livelli, che dovrebbe sottolineare il carattere del mausoleo di monumentale luogo di sepoltura basato su modelli antichi. L'autore del progetto fu il famoso architetto Aleksej Viktorovič Ščusev, che fece costruire anche i due precedenti mausolei.
Dal completamento del mausoleo e fino alla fine dell'Unione Sovietica, il mausoleo è stato considerato un'attrazione centrale e un luogo di culto nel mondo socialista. Durante le parate e le marce militari sulla piazza Rossa, i capi di Stato sono apparsi dalla tribuna centrale sul tetto del mausoleo fino alla metà degli anni '90. Nel 1953, il corpo del successore del defunto Lenin, Iosif Stalin, fu imbalsamato e deposto nel mausoleo. Otto anni dopo, però, fu rimosso dal mausoleo nel corso della cosiddetta destalinizzazione, iniziata dopo il XX Congresso del PCUS, e sepolto alle mura del Cremlino.
Oggi il mausoleo attira ancora numerosi turisti, anche se per lo più non più motivati dal culto della personalità che circonda il leader rivoluzionario. Nonostante ciò, l'ulteriore disposizione dei resti di Lenin nel mausoleo è controversa. Molte celebrità, tra cui l'ultimo capo di Stato sovietico, Michail Gorbačëv, si sono espresse a favore del funerale di Lenin.

#### Grande magazzino GUM

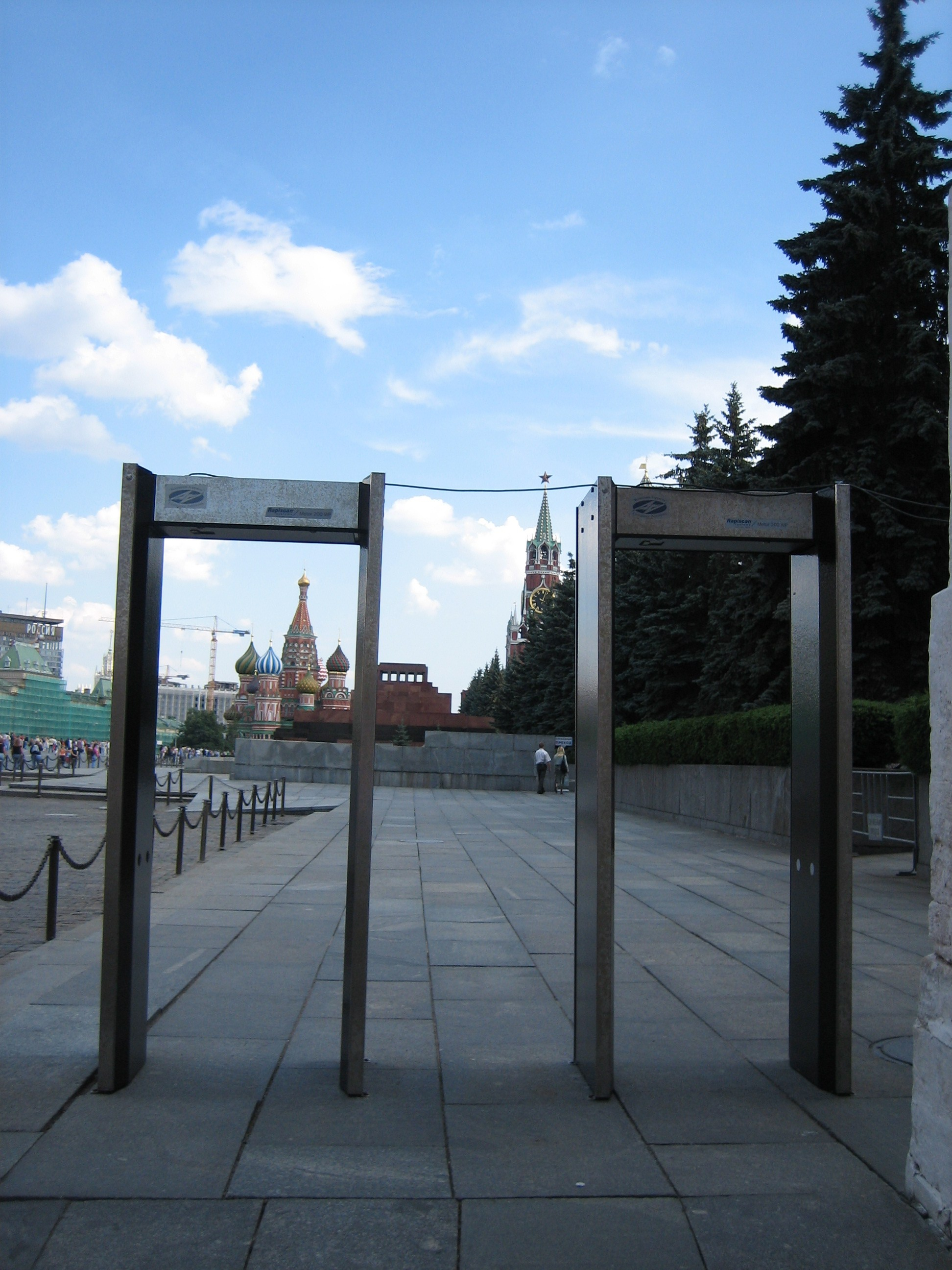
Metal detector all'ingresso della Piazza Rossa

Il grande magazzino GUM, situato sul lato orientale della piazza, occupa l'intera sezione tra le vie Nikolskaja e Il'inka. Grazie alla sua posizione direttamente sulla piazza Rossa e alle sue notevoli dimensioni, l'area di vendita è di circa 35.000 metri quadrati. Grazie alla straordinaria architettura dell'edificio, il GUM è il centro commerciale più famoso della Russia.
Costruito nel 1893, sostituì un edificio, che univa gran parte delle attività commerciali di Kitaj-gorod sotto lo stesso tetto. Dopo che questo edificio iniziò a deteriorarsi a metà del 19º secolo, c'era un progetto per un edificio per sostituirlo. Tuttavia, a causa di difficoltà organizzative, queste poterono essere attuate solo negli anni '90 dell'Ottocento, per la quale fu fondata una società speciale e fu bandito un concorso di idee tra architetti. Questo è stato vinto da un progetto del professore di architettura Aleksandr Pomerancev, nonché del poco noto ingegnere Vladimir Grigor'evič Šuchov. La costruzione delle nuove file commerciali durò dal 1890 al 1893. Quando furono inaugurate solennemente il 2 dicembre 1893, la nuova struttura riuscì a impressionare il pubblico russo e straniero, non solo con una gamma senza precedenti di tutti i tipi di beni di consumo, ma anche con una costruzione del tetto in vetro completamente nuova dei tre passaggi, progettata da Šuchov e realizzata utilizzando circa 60.000 lastre di vetro. Lo stile architettonico dell'edificio, come il vicino Museo statale di storia della Russia un decennio prima, era nello storico "stile russo" con un timpano del tetto basato sui tipici palazzi boiardi del XVI secolo, due torri decorative basate sul Cremlino e una facciata principale che ricorda i edifici russi.
Durante l'era sovietica, i nuovi ranghi commerciali superiori hanno avuto una storia movimentata. Nel 1921 fu dato loro il nome attuale GUM. All'inizio degli anni '30 furono chiusi per due decenni e servirono come uffici e edifici residenziali, e dalla fine del 1953 fino allo scioglimento dell'Unione Sovietica, il GUM fu considerato un grande magazzino modello nel mezzo della vera economia della carenza socialista. Negli anni '90 il GUM è stato privatizzato e completamente ristrutturato e oggi si presenta agli abitanti del luogo e ai turisti come un nobile centro commerciale caratterizzato da boutique nelle fasce di prezzo più alte.

#### Necropoli delle Mura del Cremlino
Proprio dietro il mausoleo di Lenin, lungo le mura del Cremlino, si trova un grande cimitero d'onore. Questo è stato creato nel novembre 1917, quando circa 250 soldati erano caduti durante la Rivoluzione d'ottobre a Mosca. Trovarono la loro ultima dimora in due tombe collettive vicino alla torre del Senato. La tradizione di seppellire i rivoluzionari sulla piazza Rossa, l'ultimo simbolo della rivoluzione bolscevica, continuò immediatamente: già nella primavera del 1919, il principale compagno di Lenin, Jakov Sverdlov, fu sepolto sulle mura del Cremlino. Da allora, il mausoleo e il cimitero circostante sono stati indicati collettivamente come la necropoli rivoluzionaria.
Dagli anni '20 agli anni '80, nella piazza Rossa furono sepolte centinaia di persone considerate i figli e le figlie più meritevoli dell'Unione Sovietica, ovvero rivoluzionari, eroi dell'Unione Sovietica, statisti e capi militari di prim'ordine. La sepoltura nella necropoli muraria del Cremlino era infatti considerata la più alta onorificenza postuma riservata a pochi. Un totale di dodici statisti; tra cui Sverdlov, Michail Kalinin, Kliment Vorošilov, Leonid Brežnev e Iosif Stalin, furono sepolti in tombe individuali e un gran numero di rivoluzionari riposa qui in un totale di 15 tombe collettive. La maggior parte delle sepolture qui, tuttavia, sono nicchie nelle mura del Cremlino, in cui sono murate oltre 100 urne con i resti di rivoluzionari, eroi o ideologi principali. Le persone le cui urne si trovano nel muro del Cremlino includono, tra gli altri, la compagna di Lenin Nadežda Krupskaja, il primo cosmonauta Jurij Gagarin, lo scrittore rivoluzionario Maksim Gor'kij, lo sviluppatore di armi nucleari Igor' Kurčatov, ma anche i politici stranieri Clara Zetkin e Fritz Heckert.
La necropoli delle mura del Cremlino è un memoriale dal 1974. Dopo il funerale del capo di Stato Konstantin Černenko nel 1985, non sono state fatte sepolture. Le tombe della necropoli sono oggi visitabili contemporaneamente al mausoleo.